# Chantecoq (Marne)
Chantecoq is een verdronken plaats en voormalige gemeente in de Franse gemeente Giffaumont-Champaubert in het departement Marne in deregio Grand Est. 

## Geschiedenis
Tot 1968 was Chantecoq een zelfstandige gemeente. Op 1 januari 1968 ging de plaats op in de gemeente Giffaumont, die drie jaar later met Champaubert-aux-Bois fuseerde tot de gemeente Giffaumont-Champaubert.
In 1974 werd het Lac du Der-Chantecoq voltooid en verdwenen Champaubert-aux-Bois en Chantecoq onder water.